# Klarinettkonsert (Wolfgang Amadeus Mozart)

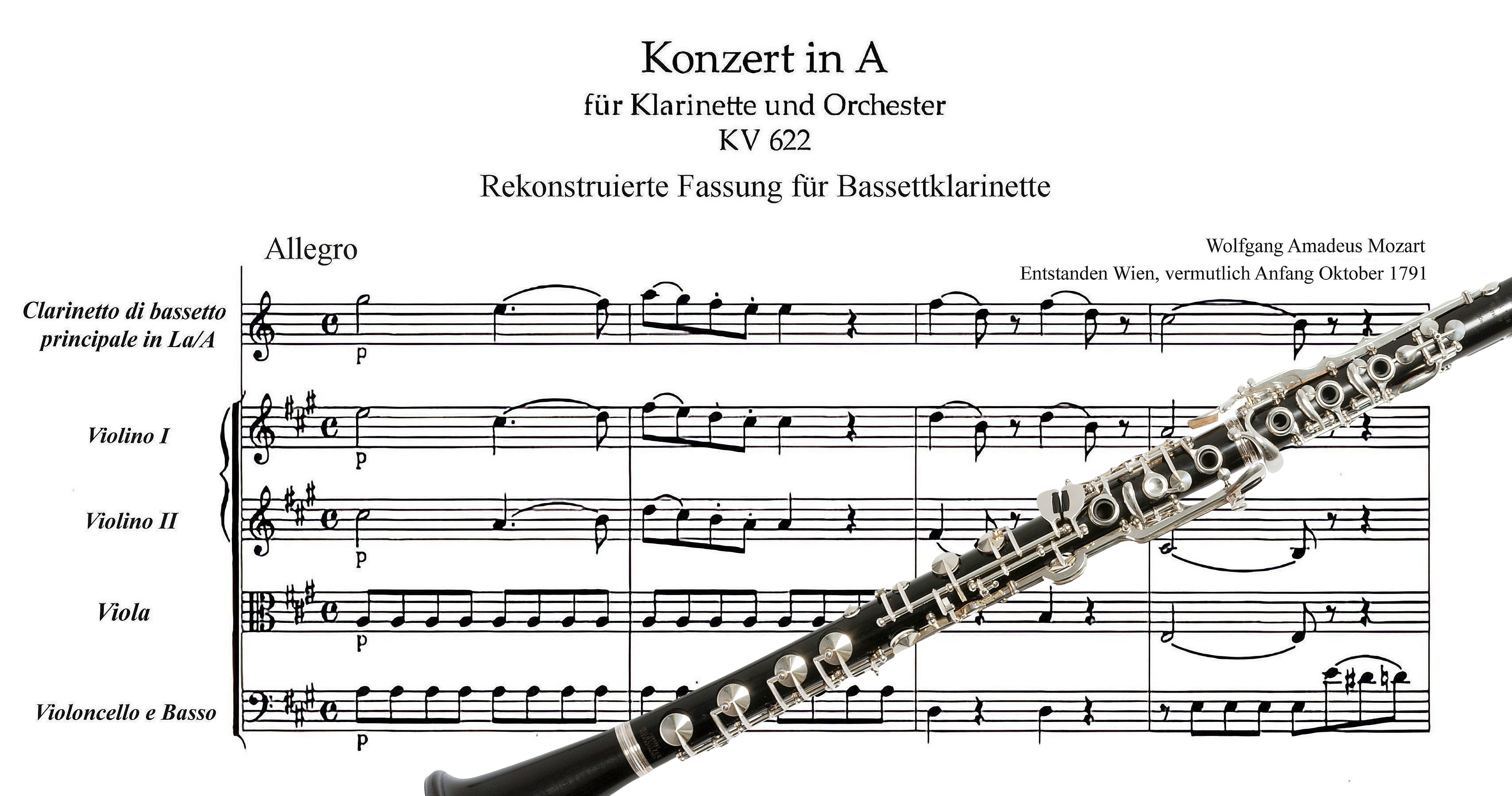
Bassettklarinett mot bakgrunden av noterna till den första satsen

Wolfgang Amadeus Mozarts Klarinettkonsert i A-dur, K. 622, färdigställdes den 28 september 1791, bara kort före hans död, och stycket blev hans sista konsert. Konserten består av de tre vanliga satserna Allegro, Adagio och Rondo (Allegro). Musiken är upphöjd och fridfull och stycket skall spelas i ett lugnt, avspänt tempo. Klarinett var Mozarts favoritinstrument.